# هفت‌شیپور

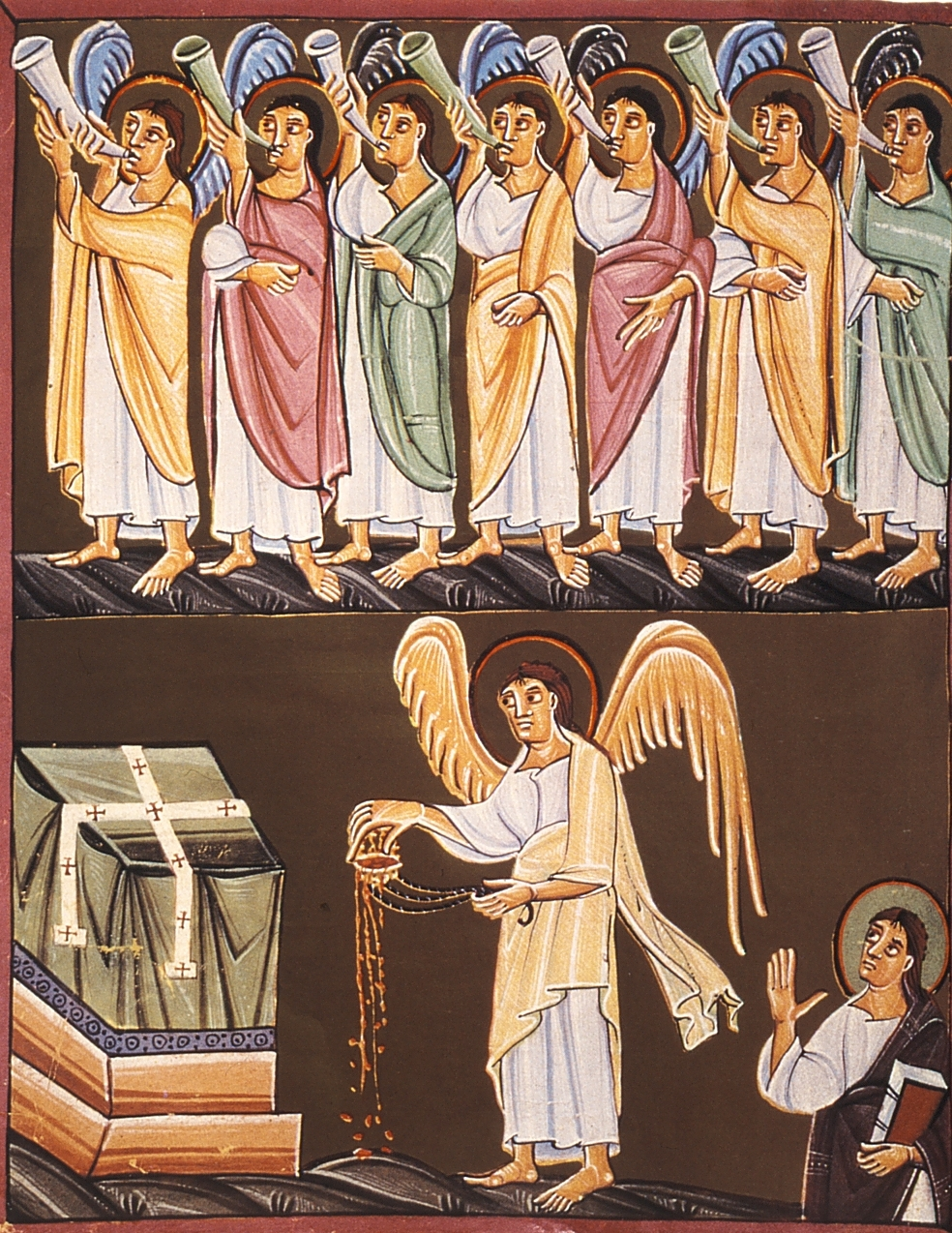
هفت فرشته به همراه هفت شیپور.

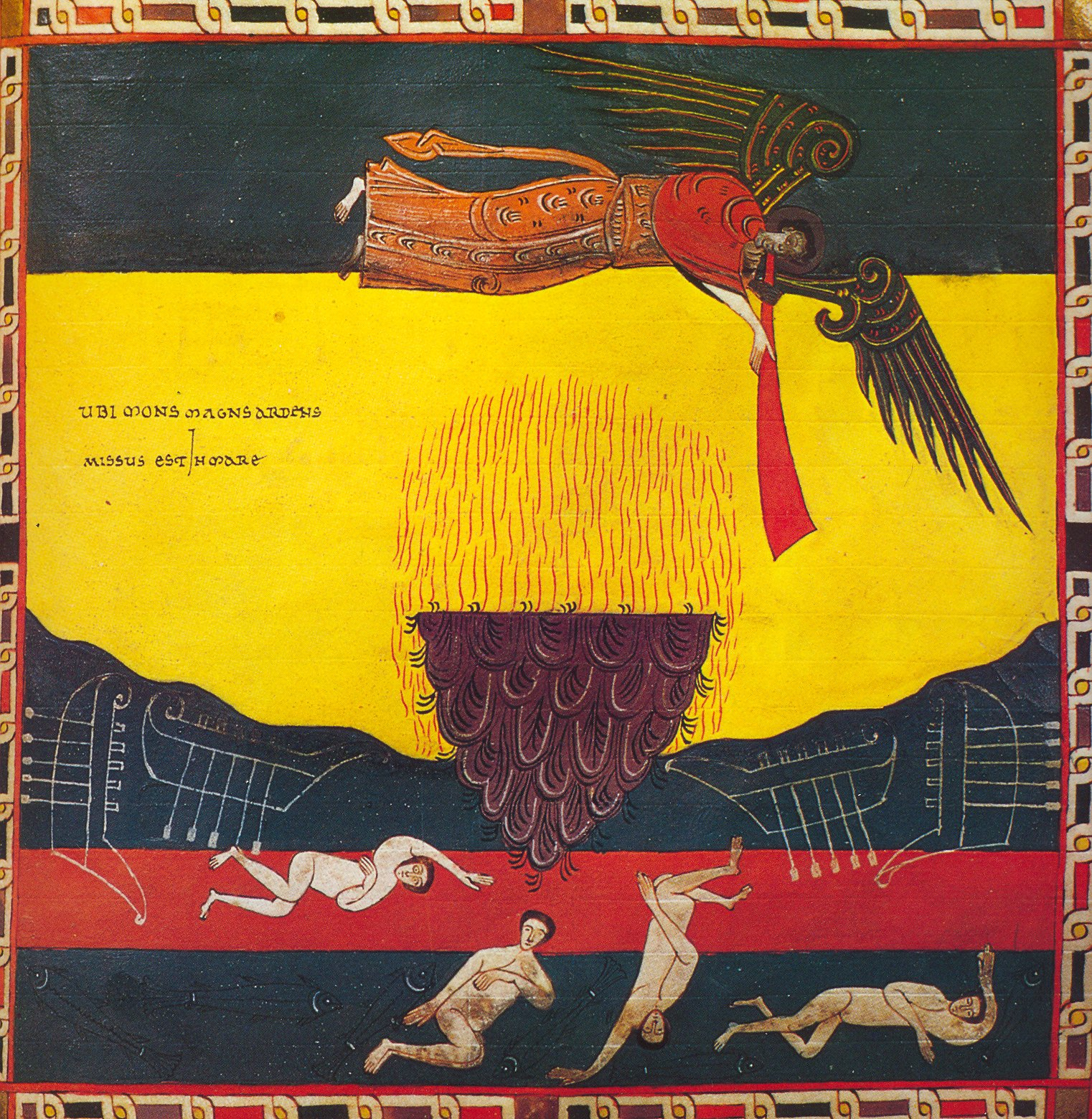
شیپور دوم.

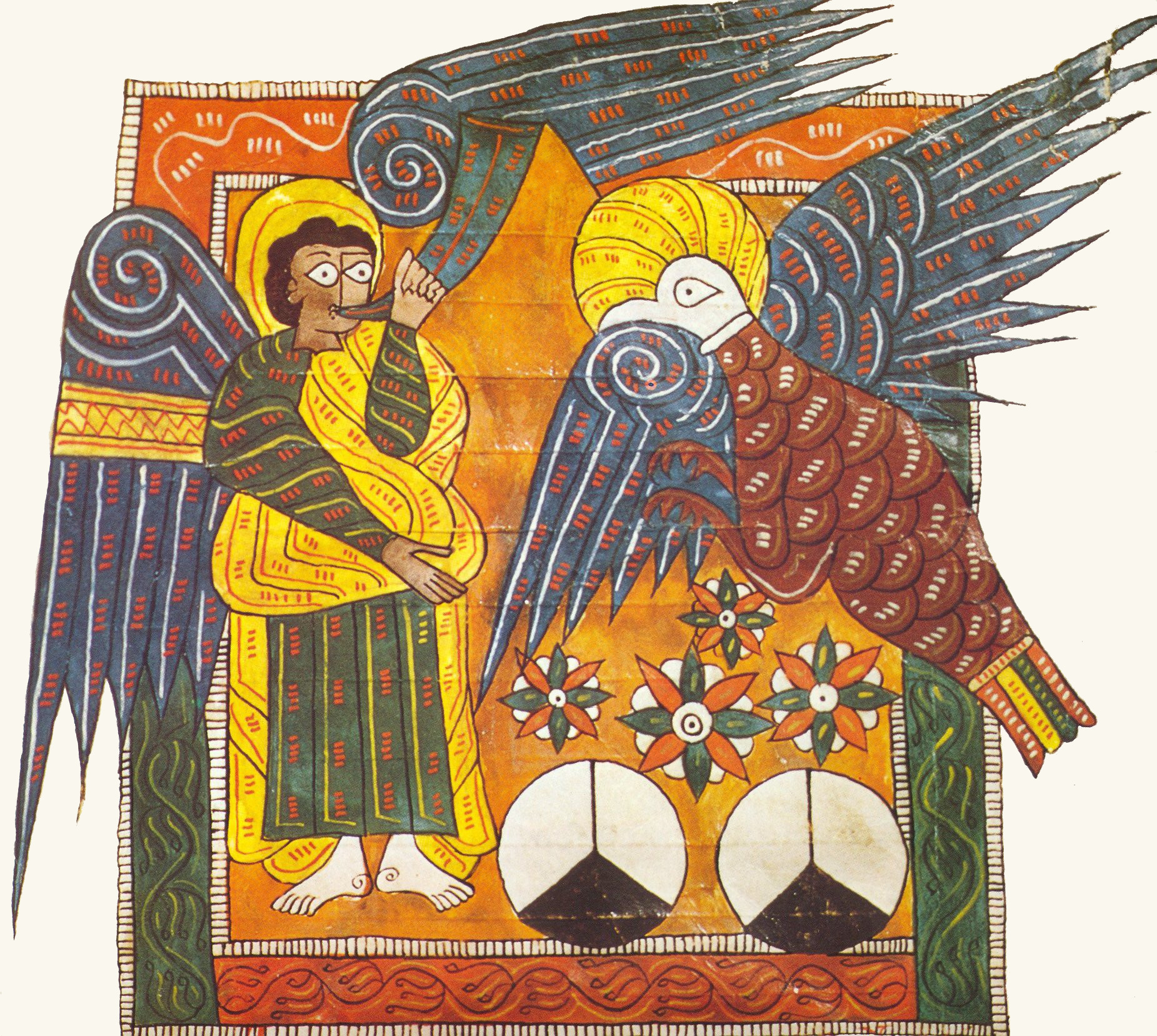
شیپور چهارم.

هفت شیپور نام هفت مرحله شیپوری است که در آخرالزمان به صدا درمی‌آید. این اتفاق‌ها در کتاب مکاشفه یوحنا در عهد جدید ذکر شده‌است. هفت شیپور توسط هفت فرشته به ترتیب به صدا در خواهند آمد و این وقایع در فصل هشتم تا یازدهم مکاشفه یوحنا بیان شده‌است. این هفت فرشته کار خود را بعد از باز شدن علامت هفتم آغاز خواهند کرد. این علامت در متن آخرالزمان است که در دست راست کسی است که بر عرش نشسته است.

## اهمیت
شوفار شیپوری است که یهودیان به صدا در می‌آورند. شوفار از زمان موسی برای اعلام خبری مهم یا اخطاری از جانب خداوند به صدا در می‌آمد. در نبرد اریحه یوشع بن نون هفت کاهن را به همراه هفت شیپور هفت دور به دور دیوارهای اریحه چرخاند و از آن‌ها خواست که شیپور بزنند و سپس دیواری اریحه فرو ریخت. در ماه ایلول که قبل از سال نوی عبری در روش هشانا یا یوم هادین است شیپور به صورت مرتب به صدا درمی‌آید که نشان‌دهنده نزدیک شدن روز داوری (یوم هادین) است.

### اولین شیپور
اولین شیپور به صدا درآمد و آتش با خون مخلوط شد و یک سوم از درختان زمین سوختند و تمامی چمن‌ها نابود شدند.

### دومین شیپور
دومین شیپور به صدا در آمد و کوهی سوزان بیرون آمد و یک سوم از موجودات دریا را کشت. یک سوم اقیانوس‌ها تبدیل به خون شدند.

### سومین شیپور
سومین شیپور به صدا در آمد و یک ستاره به نام کرمچوب به زمین آمد و یک سوم از آبهای زمین را مسموم کرد. مردم از آشامیدن آبها مردند.

### چهارمین شیپور
بعد از نواخته شدن چهارمین شیپور یک سوم نور خورشید و ماه و ستارگان از بین رفت و آن‌ها تاریک شدند. این اتفاق باعث شد که یک سوم روز تاریک شود با اینکه زمان روز است.

### پنجمین شیپور
پنجمین شیپور اولین از سه اخطار است. فرشته‌ای در بهشت میگردد و می‌گوید وای بر مردم زمین به خاطر سه شیپور دیگری که به صدا در خواهند آمد. شیپور پنجم نشاندهنده سقوط ستاره‌ای به زمین است که در گودال بزرگ را باز خواهد کرد. دود از گودال بیرون آمده و آسمان را تاریک خواهد کرد. ملخ‌ها به مردم هجوم خواهند آورد. آن‌ها نیش عقرب، صورت انسان و دندانهای شیر دارند. موی آن‌ها مانند زنان بلند است وبالهای بزرگی دارند. آن‌ها از رئیس خود اپولیون دستور میگیرند تا هر مردی را که علامت خداوند را در پیشانیش ندارد آزار دهند. ولیکن آن‌ها حق ندارند هیچ کسی را بکشند.

### ششمین شیپور
پنج ماه بعد از اخطار اول، شیپور ششم اخطار دوم را نشان خواهد داد. فرشتگانی که در رود فرات زندانی بودند آزاد می‌شوند و آن‌ها به نیروی 200 میلیونی دستور می‌دهند که از دهان اسبهای آن‌ها آتش و دود بیرون خواهد آمد. اسبهای سری مانند شیر و دمی مانند مار دارند. آن‌ها باعث کشته شدن یک سوم از جمعیت دنیا خواهند شد که توسط بیماری این بلا مریض خواهند شد.

### هفتمین شیپور
هفتمین شیپور نمایانگر اخطار سوم است. این آخرین شیپور و نمایانگر آخرین اخطار است. صدای بلندی از بهشت مسیح را به عنوان پادشاه دائمی میخواند که در پادشاهی خداوند حکمرانی میکند. از خداوند تشکر می‌شود که خشم خود را آزاد کرد و مردگان مورد قضاوت قرار می‌گیرند. معبد خداوند در بهشت باز می‌شود و تابوت عهد در آن نمایان می‌شود. سپس صاعقه و طوفانی به همراه زمین لرزه صورت می‌گیرد.